# Martin Mihál
Martin Mihál (* 22. června 1999 Bruntál) je český divadelní herec.
V roce 2024 vystudoval činoherní herectví na Divadelní fakultě Janáčkovy akademie múzických umění v Brně. V angažmá Městského divadla Brno je od roku 2022. Jako student ztvárnil company muzikálu Děsnej pátek. Věnuje se také sběratelství, zpěvu a stepu. 

## Role v Městském divadle Brno
- Stanley Cool – Sám na dva šéfy
- Hamlet, princ dánský – Hamlet aneb Hádala se duše s tělem
- Luděk, herec – Hra, která se zvrtla
- Úředník, Jiný kněz v Dachau, Esenbák 2, Lenin manžel, Vyšetřovatel 2, Otec Michal, Duchovní u demolice, Policista – Bílá Voda
- Fidel – Čarodějky z Eastwicku